# Liste der Baudenkmale in Holtgast
In der Liste der Baudenkmale in Holtgast sind die Baudenkmale der niedersächsischen Gemeinde Holtgast und ihrer Ortsteile aufgelistet. Der Stand der Liste ist der 4. Februar 2021. Die Quelle der Baudenkmale ist der Denkmalatlas Niedersachsen.

## Allgemein
In den Spalten befinden sich folgende Informationen:
- Lage: die Adresse des Baudenkmales und die geographischen Koordinaten. Kartenansicht, um Koordinaten zu setzen. In der Kartenansicht sind Baudenkmale ohne Koordinaten mit einem roten Marker dargestellt und können in der Karte gesetzt werden. Baudenkmale ohne Bild sind mit einem blauen Marker gekennzeichnet, Baudenkmale mit Bild mit einem grünen Marker.
- Bezeichnung: Bezeichnung des Baudenkmales
- Beschreibung: die Beschreibung des Baudenkmales. Unter § 3 Abs. 2 NDSchG werden Einzeldenkmale und unter § 3 Abs. 3 NDSchG Gruppen baulicher Anlagen und deren Bestandteile ausgewiesen.
- ID: die Objekt-ID des Baudenkmales
- Bild: ein Bild des Baudenkmales, ggf. zusätzlich mit einem Link zu weiteren Fotos des Baudenkmals im Medienarchiv Wikimedia Commons. Wenn man auf das Kamerasymbol klickt, können Fotos zu Baudenkmalen aus dieser Liste hochgeladen werden:

## Damsum

### Einzelbaudenkmale
| Lage                                      | Bezeichnung | Beschreibung | ID       | Bild |
| ----------------------------------------- | ----------- | --- | -------- | ---- |
| Siepkwerdun 53° 39′ 20″ N, 7° 32′ 4″ O    | Friedhof    | Auf dreieckiger Aufschüttung Grabstein und Grabsteinplatten. Wesentliche schutzbegründete Bedeutung: Kultur- und Geistesgeschichte                      | 34611179 | BW   |
| Siepkwerdun 5 53° 39′ 26″ N, 7° 31′ 59″ O | Gulfhaus    | Gulfhaus, Ziegelbau mit Lisenen und Gesimsgliederung, Wohnteil eingeschossig mit Drempel. Wesentliche schutzbegründete Bedeutung: Typus-/Stilausprägung | 34611205 | BW   |

## Fulkum

### Gruppe: Kirchwurt Fulkum
Die Gruppe „Kirchwurt Fulkum“ hat die ID 4603032.

| Lage                                      | Bezeichnung | Beschreibung                                                 | ID       | Bild |
| ----------------------------------------- | ----------- | ------------------------------------------------------------ | -------- | ---- |
| Kirchstraße 4 53° 37′ 57″ N, 7° 31′ 33″ O | Kirche      | Dunumer Kirche mit älterem Glockenturm und Friedhof auf Wurt | 34611273 |      |
| Kirchstraße 4 53° 37′ 57″ N, 7° 31′ 33″ O | Kirchwurt   |                                                              | 34611157 | BW   |
| Kirchstraße 4 53° 37′ 57″ N, 7° 31′ 32″ O | Glockenturm |                                                              | 34611231 |      |

### Einzelbaudenkmale
| Lage                                        | Bezeichnung              | Beschreibung | ID       | Bild |
| ------------------------------------------- | ------------------------ | --- | -------- | ---- |
| Ziegeleistraße 2 53° 38′ 5″ N, 7° 31′ 20″ O | Wohn-/Wirtschaftsgebäude | Gulfhaus, Ziegelbau, Wohnteil verputzt mit Ruine der am 21. August 2000 abgebrannten Fulkumer Johanni-Windmühle.                                                     | 34611352 | BW   |
| Ziegeleistraße 2 53° 38′ 4″ N, 7° 31′ 20″ O | Mühlenruine              | Errichtet 1865, am 21. August 2000 abgebrannt | 34611128 | BW   |
| Uppum 12 53° 38′ 27″ N, 7° 30′ 29″ O        | Gulfhaus                 | Gulfhaus, Ziegelbau, Wirtschaftsteil mit Klötzchenfries, Vollwalm, Wohnteil mit Formstein-Traufgesims. Wesentliche schutzbegründete Bedeutung: Typus-/Stilausprägung | 34611298 | BW   |